# Very Large Array
El Very Large Array (abreviat VLA) és un observatori astronòmic de ràdio localitzat a les Planes de Sant Agustí, entre els pobles de Magdalena i Datil, a 80 km a l'oest de Socorro, Nou Mèxic (EUA). La carretera US Route 60 passa a través del complex. Està situat a una altitud de 2124 m sobre el nivell del mar. És un component del National Radio Astronomy Observatory (NRAO).

## Característiques
L'observatori consisteix en 27 ràdio antenes independents, cadascuna de les quals té un diàmetre de disc de 25 metres i un pes de 209 tones.
Les antenes estan alineades al llarg de tres braços en forma de Y (cadascun mesura 21 km). Usant les vies fèrries que segueixen cadascun d'aquests braços i una locomotora especialment dissenyada, les antenes poden ser situades físicament a un nombre de posicions preparades, permetent aplicar tècniques d'interferometria amb una base màxima de 36 km: essencialment, l'alineament actua com una única antena amb aquest diàmetre. La resolució angular més alta que pot ser aconseguida és d'uns 0,05 segons d'arc.
Hi ha quatre configuracions usades habitualment, anomenades consecutivament des d'A (la major) fins a D (la menor, quan tots els discs estan a menys de 600 m del punt central). L'observatori normalment passa per totes les configuracions (incloses algunes híbrides) cada 16 mesos. Un cop la nova configuració s'ha establert el VLA roman en aquesta configuració per un periòde d'uns tres a quatre mesos.

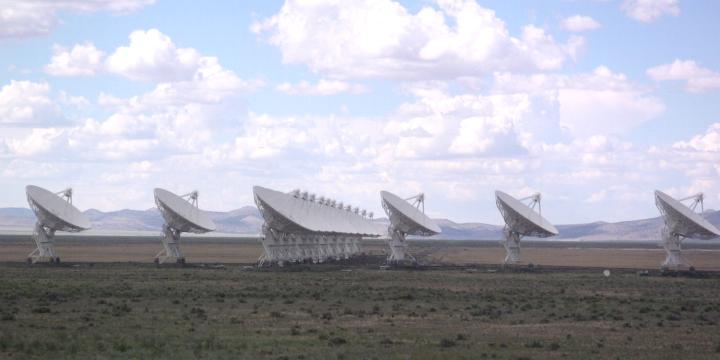
Imatge d'algunes antenes del VLA

El VLA serveix actualment també de centre de control del Very Long Baseline Array (VLBA), un alineament VLBI de 10 discs de 25 metres situats des de Hawaii a l'oest a les Illes Verges dels Estats Units a l'est que constitueixen l'instrument astronòmic més gran del món que opera a temps complet.

## Passat i futur

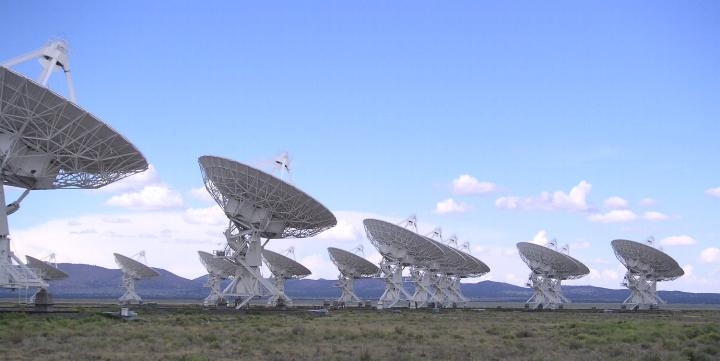
Perspectiva de les antenes del VLA

L'aprovació del Congrés dels Estats Units per al projecte VLA va ser donada a l'agost de 1972, i la construcció va començar sis mesos més tard. La primera antena va ser col·locada al setembre.
Amb la idea d'actualitzar la tecnologia dels anys 70 amb la qual el VLA va ser construït, una proposició ha estat emesa per a la conversió del VLA al Expanded Very Large Array ("EVLA"). L'actualització realitzaria la sensibilitat de l'instrument, rang de freqüències, i resolució, i suposaria la instal·lació de nou maquinari en San Agustin i la construcció i instal·lació d'un màxim de vuit discos addicionals en altres parts de l'estat de Nou Mèxic, a uns 300 km de distància, connectats amb fibra òptica.

## Cultura popular
L'observatori VLA va tenir un important protagonisme en la novel·la de Carl Sagan de 1985,Contacte, encara que molt més expandit (131 discs) i amb el nom canviat d'"Argus Array". Quan va arribar el moment de Hollywood de fer la versió en cinema de la història (Contacte, 1997), molt del rodatge d'exteriors va ser gravat en el VLA. No obstant això, el nombre de discs mostrats en la pel·lícula va ser incrementat artificialment per ordinador, i el canyó representat en les proximitats del VLA era realment el Canó de Chelly a l'estat veí d'Arizona.
El grup de rock nord-americà Bon Jovi va filmar el videoclip de la seva cançó Everyday al Very Large Array, i en la portada del seu àlbum Bounce, de 2002 (disc que conté la cançó "Everyday"), es pot veure un dels telescopis.

## Visites
El VLA està obert a visitants durant tot l'any en les hores de visita. Compta amb un centre per a visitants que alberga un museu i una botiga de records. Es pot realitzar un visita sense guia, ja que el centre de visitants no té personal durant tot el temps.